# Quimotripsinogen
El quimotripsinogen és el precursor de la quimotripsina (enzim digestiu que realitza proteòlisi: digereix les proteïnes que formen part dels aliments a l'intestí prim degradant-les en fragments més petits anomenats pèptids). Així, el quimotripsinogen és la forma enzimàtica inactiva en la qual es troba la quimotripsina abans de començar la seva funció proteolítica.

## Procés d'activació i funció
Tant el precursor (forma inactiva) de la tripsina, el tripsinogen, com el de la quimotripsina, el quimotripsinogen, se sintetitzen normalment al pàncrees, des d'on són transportats cap a l'intestí prim. Un cop allà, el tripsinogen s’activa i es converteix, mitjançant el trencament proteolític per l'acció de l'enteroquinasa (enzim situat a la mucosa intestinal), en tripsina, la qual ja pot iniciar el procés de degradació de les proteïnes dels aliments que han anat a parar a l'intestí prim. A més d'aquesta funció, la tripsina també té la capacitat d'activar més tripsinogen (autocatàlisi), i també altres enzims. Per això, només una petita quantitat d'enteropeptidasa és suficient per començar la reacció en la qual participarà el quimotripsinogen. Aquest mecanisme d'activació serveix per prevenir l'autodigestió en el pàncrees. 

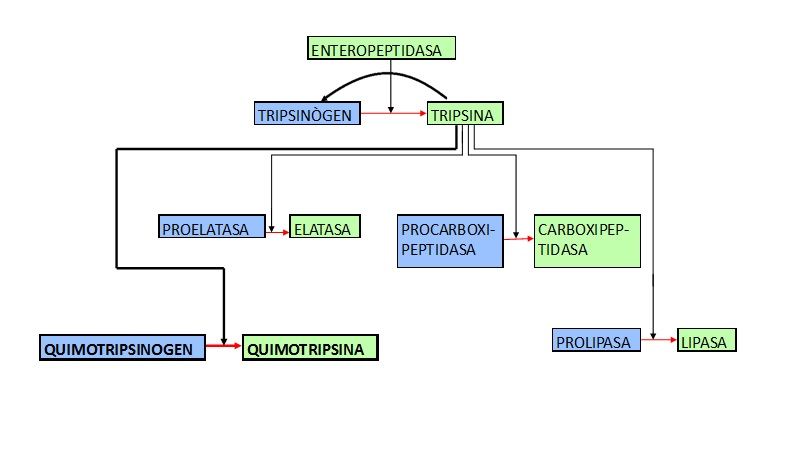
La síntesi de tripsina a partir de tripsinogen condueix a l'activació d'altres zimògens pancreàtics, com per exemple el quimotripsinogen, el qual alhora es converteix en quimotripsina i així s’aconsegueix una acció coordinada de digestió.

D’aquesta manera, la tripsina també activa el precursor d'un altre enzim digestiu, el quimotripsinogen, el qual a conseqüència de la seva activació es convertirà en quimotripsina, forma activa de l'enzim, per eliminació de dos petits pèptids en una trans-proteòlisi. Així, la molècula resultant de l'activació del quimotripsinogen és una quimotripsina, molècula tripeptídica interconnectada per ponts disulfur (biosíntesis proteica).
D’aquesta manera, els dos enzims digestius junts (tripsina i quimotripsina) conformen unes potents substàncies químiques responsables del trencament de les proteïnes a l'intestí prim.

## Activació des del punt de vista estructural
El quimotripsinogen és un enzim format per una sola cadena polipeptídica de 245 residus d'aminoàcids. Aquest zimogen, amb aquesta estructura, es troba pràcticament desproveït d'activitat enzimàtica. 

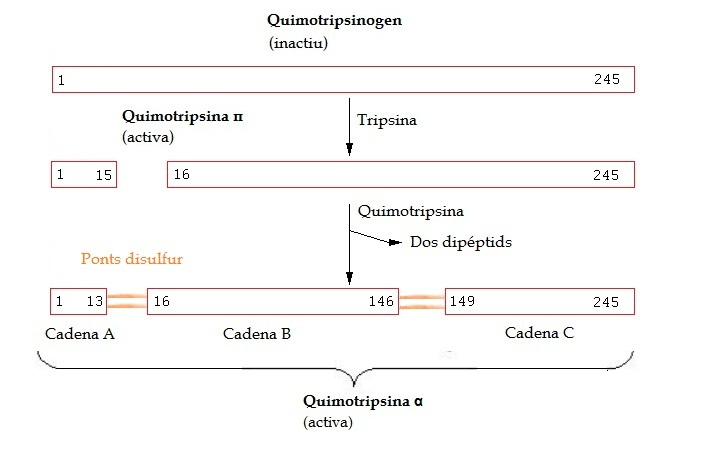
Proteòlisi del quimotripsinogen inactiu en una conformació activa (quimotripsina π) per l'acció de la tripsina que romp un únic enllaç peptídic. Després, per la separació de dos pèptids adopta la seva forma més activa (quimotripsina α)

Quan la tripsina talla l'enllaç peptídic que uneix l'arginina 15 amb la isoleucina 16 el zimogen es converteix en un enzim completament actiu. L'enzim resultant és anomenat quimotripsina π, i després, actua sobre altres molècules de quimotripsina π, separant dos dipèptids i originant quimotripsina α, la forma més estable de l'enzim. Les tres cadenes resultants, formades per quimotripsina α, es troben unides entre si per dos ponts disulfur.
Per tant, l'escissió d'un únic enllaç peptídic específic (Arg 15 amb Ile 16) provoca la conversió de la proteïna des d'una forma catalítica inicial inactiva a una completament activa.
La ruptura de l'enllaç peptídic provoca que el grup amino terminal format a partir de la isoleucina 16 giri cap a l'interior de la molècula i formi un enllaç iònic amb l'aspartat 194. Aquesta interacció electroestàtica implica diversos canvis estructurals que donen com a resultat un centre d'unió específic per substrats amb grups aromàtics i apolars voluminosos. Posteriorment, tenen lloc uns altres canvis dins de la molècula relativament insignificants. Per tant, podem dir que l'activació enzimàtica d'una proteïna es pot dur a terme per canvis en la seva conformació discrets i localitzats, desencadenats per la hidròlisi d'un sol enllaç peptídic.

## Patologies relacionades
Hi ha algunes malalties, els efectes de les quals condueixen a la insuficiència de tripsinogen i, per tant, també de quimotripsinogen a l'intestí prim. Per exemple, en els subjectes amb fibrosi quística hi poden haver obstruccions mucoses que bloquegin els conductes pancreàtics que condueixen a l'intestí prim, impedint així, que ni el tripsinogen ni el quimotripsinogen arribin a l'intestí prim.
En els subjectes amb una alteració de la funció pancreàtica (dany tissular o per bloqueig) pot existir un bloqueig dels conductes pancreàtics, així com un dany o destrucció de les cèl·lules que sintetitzen el tripsinogen i el quimotripsinogen. Aquests són els casos de la pancreatitis crònica i el càncer pancreàtic; aquest dany tissular causa insuficiència pancreàtica, la qual cosa condueix a una insuficiència d'enzims, entre ells el quimotripsinogen, a l'intestí prim per digerir els aliments adequadament. Per això, un dels mètodes que s’utilitza per determinar una possible disminució en la funció del pàncrees en persones que poden patir fibrosis quística o pancreatitis crònica és l'anàlisi, per mitjà de determinades tècniques, de la presència de tripsina i quimotripsina a l'intestí prim i als excrements.